# Alfio Grasso
Alfio Grasso (* 8. September 1912 in Lentini) war ein italienischer Jazz- und Unterhaltungsmusiker (Gitarre, auch Geige, Tenorsaxophon).
Grasso, der von Django Reinhardt beeinflusst war, gründete 1929 mit seinem Bruder Rosso ein Tangoorchester. Daneben spielte er 1932 in Rom mit Herb Flemming in Carlini's Reunion Band („After You've Gone“/„Sweet Georgia Brown“). In den Kriegsjahren arbeitete er im Deutschen Reich u. a. in den Studio-Orchestern unter Leitung von Tullio Mobiglia („Eine süsse Melodie“/„Oh, Marie! Oh, Marie!“), Meg Tevelian, Helmut Zacharias („Bei dir war es immer so schön“, Odeon), Benny de Weille und Cesari Galli. Grasso trat in dieser Zeit mit eigenen Formationen auch in Berliner Bars wie der Patria auf; er arbeitete noch bis in die späten 1940er-Jahre in Deutschland. Im Bereich des Jazz war er zwischen 1932 und 1962 an 14 Aufnahmesessions beteiligt, zuletzt in Rom mit eigenem Sextett.